# Kanthos (Sohn des Kanethos)
Kanthos (altgriechisch Κάνθος) ist der Name einer Figur der griechischen Mythologie.
Er stammte aus Euböa und war der Sohn von Kanethos, auf dessen Bitte er an der Fahrt der Argonauten teilnahm. Als er in Libyen auf der Suche nach Herakles war, wollte er die Schafherde des Kaphauros (oder Kephalion) zur Argo treiben, wurde aber von diesem durch einen Steinwurf getötet.